# 石天应
石天应（1162年—1222年），字瑞之，金朝兴中府永德（今辽宁朝阳南）人。
石天应善於騎射。蒙古帝國成吉思汗的部下木华黎南下攻打金朝，石天应率众迎降，任兴中府尹。後來从木華黎南征，石天应镇守燕京。他从木华黎大小百余战，經常身先士卒，善於製造战攻器具，他的旌旗使用黑色，人称“黑军”，官至迁右副元帅。1221年，从木华黎攻陕西，攻打葭芦城，升任陕西河东路行台兵马都元帅。1222年驻军河中，與金軍激戰，他奮身力戰，最後战死。儿子石焕中，知兴中府事；石执中，行军千户；石受中，兴中府相副官。侄子石佐中、次子石安琬。

## 传記資料
- 《元史》列传第三十六
- 《新元史》列传第四十三